# Afera „łowców skór”
Afera „łowców skór” – używane w mediach określenie na proceder zabijania pacjentów przez pracowników łódzkiego pogotowia ratunkowego i sprzedaży informacji o zgonach zakładom pogrzebowym. Sprawa została ujawniona 23 stycznia 2002 roku przez dziennikarzy „Gazety Wyborczej” Tomasza Patorę, Marcina Stelmasiaka oraz Przemysława Witkowskiego z Radia Łódź; nazwa afery wzięła się od tytułu reportażu.
Czterem pracownikom łódzkiego pogotowia nieprawomocnym wyrokiem Sądu Okręgowego w Łodzi z 20 stycznia 2007 i prawomocnym wyrokiem Sądu Apelacyjnego w Łodzi z 9 czerwca 2008 udowodniono udział w zabójstwie pacjentów przy użyciu leku pankuronium (nazwa handlowa Pavulon). 27 października 2009 roku Sąd Najwyższy oddalił kasację i ostatecznie utrzymał wyrok. Byli to:
- sanitariusz Andrzej Nowocień (pseudonim „doktor Ebrantil”), skazany na dożywotnie pozbawienie wolności za zabójstwo czterech pacjentów i pomoc sanitariuszowi Karolowi Banasiowi w piątym;
- sanitariusz Karol Banaś, skazany na 25 lat pozbawienia wolności za „szczególnie okrutne” zabójstwo pavulonem Ludmiły Ś. i pomoc Andrzejowi Nowocieniowi w dokonanych przez niego zabójstwach;
- lekarz Janusz Kuliński, skazany na 6 lat pozbawienia wolności i 10-letni zakaz wykonywania zawodu lekarza za umyślne narażenie na śmierć dziesięciu pacjentów;
- lekarz Paweł Wasilewski, skazany na 5 lat pozbawienia wolności i 10-letni zakaz wykonywania zawodu lekarza za umyślne narażenie życia czterech chorych[3].

Ponadto kilkudziesięciu pracowników pogotowia i właścicieli firm pogrzebowych było oskarżonych o udział w procederze handlu informacjami o zgonach pacjentów. Handel odbywał się za wiedzą komisji zakładowej NSZZ „Solidarność”, która od 1991 była dysponentem uzyskanych w ten sposób środków. Po 11 latach śledztwo zostało umorzone – prokuratura potwierdziła ponad wszelką wątpliwość handel informacjami o zgonach na ogromną skalę, ale uznała, że pracownicy pogotowia „nie robili tego w związku z pełnioną przez siebie funkcją. I dlatego nie można tu mówić o korupcji”.
W 2008 roku powstał szwedzki film dokumentalny o aferze „łowców skór” Necrobusiness w reż. Fredrika von Krusenstjerny. Wystąpił w nim łódzki przedsiębiorca pogrzebowy Witold Skrzydlewski, prezes Polskiej Izby Pogrzebowej, który – jak twierdzi w wywiadzie dla tygodnika „Newsweek” – brał czynny udział w tym procederze.
W 2023 roku Wydawnictwo Otwarte wydało reportaż Tomasza Patory Łowcy skór. Tajemnice zbrodni w łódzkim pogotowiu, opisujący proceder i przedstawiający nowe dane.